# Sandra Studer
Sandra Studer, művésznevén Sandra Simò (Zürich, 1969. február 10. – ) svájci énekesnő és műsorvezető, a 2025-ös Eurovíziós Dalfesztivál egyik műsorvezetője volt Michelle Hunziker és Hazel Brugger mellett. Ő képviselte Svájcot az 1991-es Eurovíziós Dalfesztiválon Rómában, a Canzone per te című dallal és végzett az ötödik helyen.

## Pályafutása
Jelenleg a polgári nevén svájci televíziós személyiségnek számít. Studer korábban az 1990-es svájci eurovíziós nemzeti válogatóban szerepelt a Lo so (magyarul: Tudom) című dalával, amely az utolsó helyen végzett. 1994-ben ő közölte a svájci szakmai zsűri pontjait a dalfesztivál döntőjében, valamint ő volt a kommentátora a versenynek a svájci német ajkú közönség számára 1996-ban, 1999 és 2002 között valamint 2005-ben és 2006-ban.
2025. január 20-án a svájci SRG SSR bejelentette, hogy a 2025-ös Eurovíziós Dalfesztivál műsorvezetője lesz Michelle Hunziker és Hazel Brugger mellett.

## Diszkográfia

### Kislemezek
- Lo so (1990)
- Canzone per te (1991)